# Maya Harris
Maya Lakshmi Harris (Champaign-Urbana, 30 gennaio 1967) è un'avvocata e scrittrice statunitense, sostenitrice delle politiche pubbliche.
È sorella di Kamala Harris, la 49º vicepresidente degli Stati Uniti.

## Biografia
Nata a Champaign-Urbana in Illinois, Harris è cresciuta nella San Francisco Bay Area e a Montréal in Canada. È la figlia di Shyamala Gopalan Harris (1938-2009), una ricercatrice sul cancro al seno emigrata da Chennai (Madras), India nel 1960; e Donald J. Harris, un professore di economia della Stanford University nato in Giamaica, ora emerito. Suo nonno materno, P.V. Gopalan era un impiegato statale di carriera presso il governo federale indiano. Lei e sua sorella maggiore, Kamala, sono cresciute con credenze di fede battista e indù. All'età di 8 anni, con la sorella, convinse la direzione del loro condominio ad aprire un cortile inutilizzato per far giocare i bambini. A 17 anni ha dato alla luce la sua unica figlia, Meena Harris. Ha conseguito la laurea in lettere presso l'Università della California - Berkeley nel 1989. Quell'anno si è iscritta alla Stanford Law School. Mentre si trovava a Stanford, era attiva con l'East Palo Alto Community Law Project, servendo come co-coordinatrice della clinica per la violenza domestica e co-presidente del comitato direttivo degli studenti.
Harris era Senior Associate presso PolicyLink, un istituto nazionale di ricerca e azione dedicato al progresso dell'equità economica e sociale. In tale veste, ha organizzato conferenze sulle relazioni tra polizia e comunità e ha sostenuto la riforma della polizia, autrice di Organized for Change: The Activist's Guide to Police Reform. 
Harris è stata direttrice esecutiva della Northern California American Civil Liberties Union. Nel suo ruolo di capo del più grande ufficio affiliato dell'ACLU, Harris ha diretto e coordinato contenzioso, relazioni con i media, lobbismo e organizzazione di base. "Le priorità del progetto sono l'eliminazione delle disparità razziali nel sistema di giustizia penale e il raggiungimento dell'equità educativa nelle scuole pubbliche della California." Nel 2003, Harris era la direttrice della California settentrionale per No on 54, la campagna per sconfiggere la Proposition 54. 
Harris ha scritto il saggio "Fostering Accountable Community-Centered Policing", apparso nel libro del 2006 The Covenant with Black America. 
Nel 2012 Harris è stata vicepresidente per la democrazia, i diritti e la giustizia presso la Ford Foundation. Uno dei problemi che affronta attraverso la sua posizione è il problema delle spose bambine.

## Vita privata
La Harris è sposata con Tony West dal luglio 1998. Maya e Tony erano entrambi nella classe del 1992 alla Stanford Law School. I due hanno iniziato una relazione solo dopo la laurea. Sua figlia, Meena Harris, si è laureata a Stanford nel 2006 e alla Harvard Law School nel 2012.